# Jan Svoboda (politik KSČ)
Jan Svoboda (19. března 1922 - ???) byl český a československý politik Komunistické strany Československa a poúnorový poslanec Národního shromáždění ČSSR a Sněmovny lidu Federálního shromáždění.

## Biografie
13. sjezd KSČ ho zvolil za člena Ústředního výboru Komunistické strany Československa. K roku 1968 se zmiňuje coby politický pracovník ÚV KSČ z volebního obvodu Kolín.
Ve volbách roku 1964 byl zvolen za KSČ do Národního shromáždění ČSSR za Středočeský kraj. V Národním shromáždění zasedal až do konce volebního období parlamentu v roce 1968.
Po federalizaci Československa usedl roku 1969 do Sněmovny lidu Federálního shromáždění (volební obvod Kolín), kde setrval konce volebního období parlamentu, tedy do voleb roku 1971.